# Târsa-Plai
Târsa-Plai falu Romániában, Erdélyben, Fehér megyében.

## Fekvése
Felsővidra közelében, Târsa mellett fekvő település.

## Története
Târsa-Plai korábban Târsa része volt. 1956-ban vált külön 134 lakossal.
1966-ban 88, 1977-ben 48, 1992-ben 33, 2002-ben 31 román lakosa volt.